# نور من السماء (فلم)
نور من السماء فيلم مصري تم إنتاجه عام 1947، من تأليف محمود إسماعيل وحسن حلمي إخراج حسن حلمي وبطولة محمود إسماعيل وفاتن حمامة.

## فريق العمل
إخراج: حسن حلمي
تأليف:
- محمود إسماعيل
- حسن حلمي

طاقم العمل:
- محمود إسماعيل
- فاتن حمامة
- عبد الغني السيد
- زوزو حمدي الحكيم
- بشارة واكيم
- منسي فهمي
- عبد العزيز خليل
- إسماعيل يس
- عبد العزيز أحمد
- رفيعة الشال
- فؤاد فهيم
- عفاف شاكر

## وصلات خارجية
- مقالات تستعمل روابط فنية بلا صلة مع ويكي بيانات

1. ↑  "معلومات عن نور من السماء (فيلم) على موقع csfd.cz". csfd.cz. مؤرشف من الأصل في 2019-12-15.
2. ↑  نور من السماء (فلم) في قاعدة بيانات الأفلام العربية
3. ↑  "معلومات عن نور من السماء (فيلم) على موقع imdb.com". imdb.com. مؤرشف من الأصل في 2017-02-09.